# Хофмен-Эстейтс
Хофмен-Эстейтс (англ. Hoffman Estates) — город в округе Кук в штате Иллинойс США. По данным переписи 2020 года, численность населения составляла 52 530 человек.

## Население
| 2010   | 2020    |
| ------ | ------- |
| 51 895 | ↗52 530 |